# White Knight
El White Knight es una aeronave usada como lanzadera del SpaceShipOne. Fue desarrollado por Scaled Composites como parte de su programa Tier One y ofrecida posteriormente como avión de pruebas para el planeador espacial Boeing X-37 desde junio de 2005 hasta abril de 2006.

## Historia

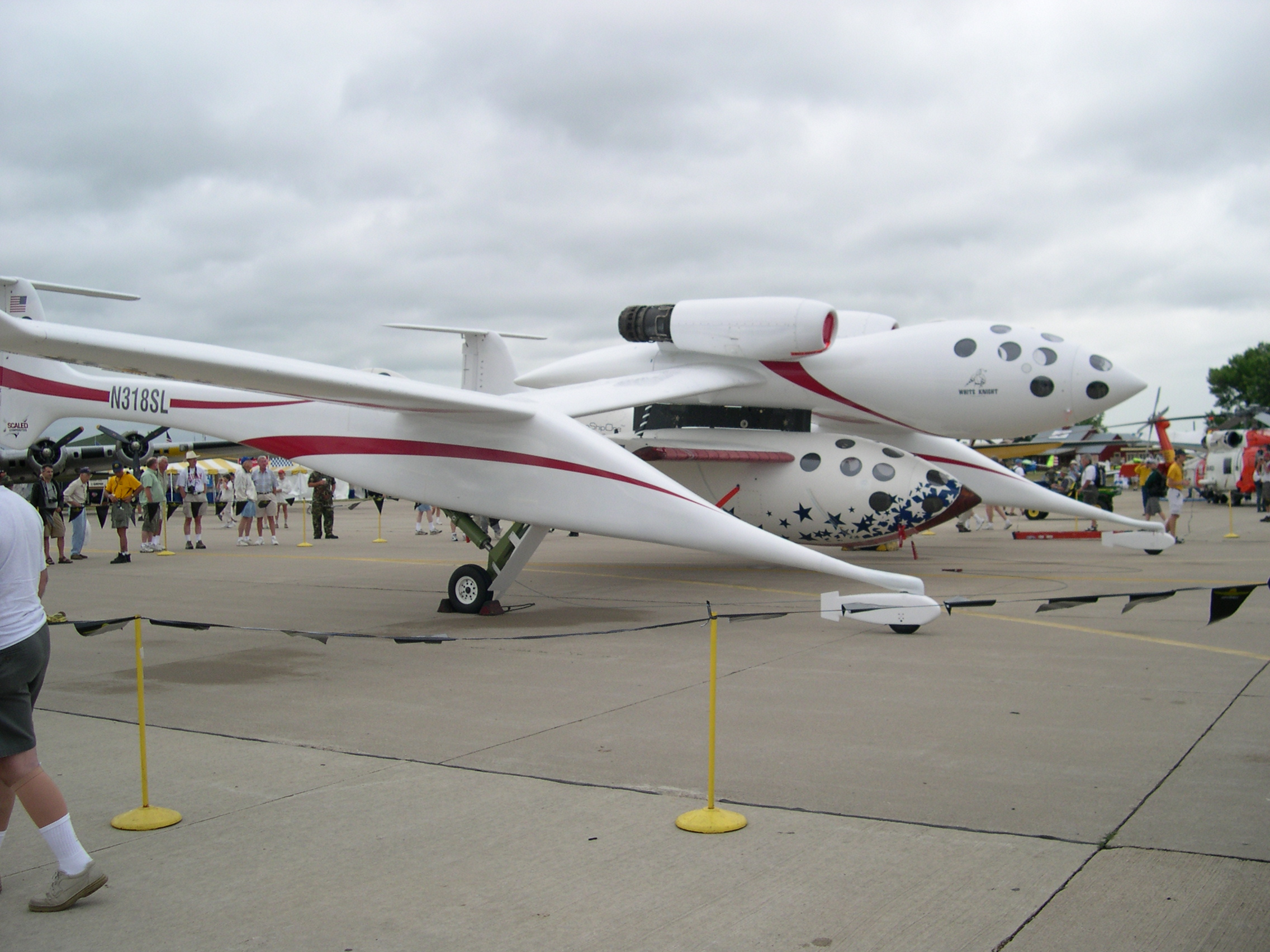
El White Knight cargando al SpaceShipOne.

El White Knight es el modelo número 318 de Scaled Composites y está registrado como N318SL en la Administración Federal de Aviación de Estados Unidos.
Su primer vuelo se llevó a cabo el 1 de agosto de 2002. El vuelo fue abortado poco tiempo después del despegue debido a un problema con los spoilers. Se trataba de spoilers auxiliares diseñados para ser activados de manera neumática y mejorar el control en el aterrizaje. Durante el primer vuelo, la baja presión del aire causó que los spoilers se levantaran y se redujera la elevación, lo cual a su vez originó un aumento de la presión y permitió a los spoilers regresar a su posición, restaurando la elevación. Esto ocurrió de manera cíclica, causando vibración en la estructura del avión, por lo cual el piloto decidió abortar. Posteriormente los spoilers fueron deshabilitados completamente, en lugar de ser reparados, ya que se consideraron innecesarios.
El siguiente vuelo se realizó el 5 de agosto de ese mismo año, esta vez sin problemas. Después de algunos meses de desarrollo, el 18 de abril de 2003 el White Knight y el SpaceShipOne fueron presentados a los medios de comunicación.
Posteriormente, el White Knight fue utilizado en el programa Tier One con el que Scaled Composites ganó el Premio Ansari X el 4 de octubre de 2004, y después como portaaviones y lanzador del planeador espacial X-37 perteneciente a la Agencia de Proyectos de Investigación Avanzada en Defensa (DARPA) durante 2005 y 2006.

## Características
El White Knight está propulsado por dos turborreactores J85-GE-5 de General Electric. Su diseño está basado en el del modelo Proteus de Scaled Composites.

## El programa SpaceShipOne
Los vuelos del White Knight han sido numerados empezando con el del primero de agosto de 2002. A aquellos en los que portó al SpaceShipOne se les añaden una o dos letras. La letra C indica que el vuelo fue cautivo y la L que el SpaceShipOne fue lanzado. Si el vuelo realizado no correspondió al vuelo planeado se añaden dos letras, la primera indica la misión intentada y la segunda la misión ejecutada.
| vuelo | fecha                    | piloto        | vuelo del SpaceShipOne |
| ----- | ------------------------ | ------------- | ---------------------- |
| 24C   | 20 de mayo de 2003       | Peter Siebold | 01C                    |
| 29C   | 29 de julio de 2003      | Brian Binnie  | 02C                    |
| 30L   | 7 de agosto de 2003      | Brian Binnie  | 03G                    |
| 31LC  | 27 de agosto de 2003     | Brian Binnie  | 04GC                   |
| 32L   | 27 de agosto de 2003     | Brian Binnie  | 05G                    |
| 37L   | 23 de septiembre de 2003 | Peter Siebold | 06G                    |
| 38L   | 17 de octubre de 2003    | Peter Siebold | 07G                    |
| 40L   | 14 de noviembre de 2003  | Brian Binnie  | 08G                    |
| 41L   | 19 de noviembre de 2003  | Brian Binnie  | 09G                    |
| 42L   | 4 de diciembre de 2003   | Peter Siebold | 10G                    |
| 43L   | 17 de diciembre de 2003  | Peter Siebold | 11P                    |
| 49L   | 11 de marzo de 2004      | Brian Binnie  | 12G                    |
| 53L   | 8 de abril de 2004       | Brian Binnie  | 13P                    |
| 56L   | 13 de mayo de 2004       | Brian Binnie  | 14P                    |
| 60L   | 21 de junio de 2004      | Brian Binnie  | 15P                    |
| 65L   | 29 de septiembre de 2004 | Mike Melvill  | 16P                    |
| 66L   | 4 de octubre de 2004     | Brian Binnie  | 17P                    |

## El programa de pruebas del X-37
El White Knight fue usado para llevar a cabo vuelos cautivos y pruebas de lanzamiento para el DARPA/X-37. El primer vuelo cautivo se realizó el 21 de junio de 2005 y el primer lanzamiento el 7 de abril del 2006 (el X-37 fue posteriormente dañado en un aterrizaje en la base Edwards de la fuerza aérea estadounidense). Inicialmente los vuelos se hacían desde el desierto de Mojave pero, después del accidente, el programa se trasladó a la planta 42 de la fuerza aérea en Palmdale, California, donde se realizaron cinco vuelos posteriores.